# Copa Internacional 1933-35
La Copa Internacional 1933–1935 fue la tercera edición de la competición. Italia se consagró campeón. Cabe indicar que dicha competición no fue oficial a pesar de participar las mejores selecciones en ese momento.

## Partidos

### Cuadro
|     | AUT | TCH | HUN | ITA | SUI |
| --- | --- | --- | --- | --- | --- |
| AUT |     | 2-2 | 4-4 | 0-2 | 3-0 |
| TCH | 0-0 |     | 2-2 | 2-1 | 3-1 |
| HUN | 3-1 | 1-0 |     | 0-1 | 3-0 |
| ITA | 2-4 | 2-0 | 2-2 |     | 5-2 |
| SUI | 2-3 | 2-2 | 6-2 | 0-3 |     |

### 1933
| 2 de abril de 1933 | Suiza | 0:3 (0:1) | Italia                        | Stade des Charmilles, Ginebra |                         |
|                    |       | Reporte   | Schiavio 35' 60' · Meazza 75' | Árbitro(s): Louis Baert       | Árbitro(s): Louis Baert |

| 7 de mayo de 1933 | Italia                     | 2:0 (2:0) | Checoslovaquia | Stadio Giovanni Berta, Florencia                        |                                                         |
|                   | Ferrari 41' · Schiavio 44' | Reporte   |                | Asistencia: 25 000 espectadores Árbitro(s): Louis Baert | Asistencia: 25 000 espectadores Árbitro(s): Louis Baert |

| 17 de septiembre de 1933 | Hungría               | 3:0     | Suiza | Üllői úti Stadion, Budapest                                     |                                                                 |
|                          | Avar · Minelli (a.g.) | Reporte |       | Asistencia: 17 000 espectadores Árbitro(s): Herbert Frankestein | Asistencia: 17 000 espectadores Árbitro(s): Herbert Frankestein |

| 22 de octubre de 1933 | Hungría | 0:1 (0:1) | Italia    | Üllői úti Stadion, Budapest                              |                                                          |
|                       |         | Reporte   | Borel 43' | Asistencia: 38 000 espectadores Árbitro(s): Stanley Rous | Asistencia: 38 000 espectadores Árbitro(s): Stanley Rous |

| 3 de diciembre de 1933 | Italia                                                        | 5:2 (2:2) | Suiza                    | Stadio Giovanni Berta, Florencia |                         |
|                        | Ferrari 8' · Pizziolo 44' · Orsi 49' · Meazza 55' · Monti 66' | Reporte   | Bossi 21' · Kielholz 38' | Árbitro(s): Louis Baert          | Árbitro(s): Louis Baert |

### 1934
| 11 de febrero de 1934 | Italia                | 2:4 (0:3) | Austria                          | Stadio Comunale Benito Mussolini, Turín                 |                                                         |
|                       | Guaita 48' (pen.) 50' | Reporte   | Zischek 20' 23' 55' · Binder 28' | Asistencia: 54 000 espectadores Árbitro(s): René Mercet | Asistencia: 54 000 espectadores Árbitro(s): René Mercet |

| 25 de marzo de 1934 | Suiza            | 2:3     | Austria         | Stade des Charmilles, Ginebra |                          |
|                     | Bossi · Liekholz | Reporte | Bican · Kaburek | Árbitro(s): Stanley Rous      | Árbitro(s): Stanley Rous |

| 29 de abril de 1934 | Checoslovaquia       | 2:2 (2:1) | Hungría        | Stadion Letenský, Praga                                      |                                                              |
|                     | Sobotka 2' · Puč 42' | Reporte   | Sárosi 30' 55' | Asistencia: 26 000 espectadores Árbitro(s): Francesco Mattea | Asistencia: 26 000 espectadores Árbitro(s): Francesco Mattea |

| 23 de septiembre de 1934 | Austria               | 2:2 (2:0) | Checoslovaquia | Praterstadion, Viena                                           |                                                                |
|                          | Binder 4' · Vogel 30' | Reporte   | Čech 58' 85'   | Asistencia: 50 000 espectadores Árbitro(s): Rinaldo Barlassina | Asistencia: 50 000 espectadores Árbitro(s): Rinaldo Barlassina |

| 7 de octubre de 1934 | Hungría        | 3:1     | Austria | Üllői úti Stadion, Budapest                                    |                                                                |
|                      | Toldi · Sárosi | Reporte | Zischek | Asistencia: 33 000 espectadores Árbitro(s): Rinaldo Barlassina | Asistencia: 33 000 espectadores Árbitro(s): Rinaldo Barlassina |

| 14 de octubre de 1934 | Suiza            | 2:2 (2:1) | Checoslovaquia  | Stade des Charmilles, Ginebra                                   |                                                                 |
|                       | Kleiholz 14' 40' | Reporte   | Nejedlý 45' 58' | Asistencia: 15 000 espectadores Árbitro(s): Walter J. Lewington | Asistencia: 15 000 espectadores Árbitro(s): Walter J. Lewington |

| 11 de noviembre de 1934 | Austria                     | 3:0     | Suiza | Praterstadion, Viena                                       |                                                            |
|                         | Kaburek · Zischek · Skoumal | Reporte |       | Asistencia: 35 000 espectadores Árbitro(s): Augustin Krist | Asistencia: 35 000 espectadores Árbitro(s): Augustin Krist |

### 1935
| 17 de marzo de 1935 | Checoslovaquia             | 3:1 (2:0) | Suiza     | Stadion Letenský, Praga                                           |                                                                   |
|                     | Horák 8' · Nejedlý 37' 89' | Reporte   | Bosch 48' | Asistencia: 25 000 espectadores Árbitro(s): Joseph "Peco" Bauwens | Asistencia: 25 000 espectadores Árbitro(s): Joseph "Peco" Bauwens |

| 24 de marzo de 1935 | Austria | 0:2 (0:0) | Italia        | Praterstadion, Viena                                            |                                                                 |
|                     |         | Reporte   | Piola 51' 81' | Asistencia: 60 000 espectadores Árbitro(s): Walter J. Lewington | Asistencia: 60 000 espectadores Árbitro(s): Walter J. Lewington |

| 14 de abril de 1935 | Checoslovaquia | 0:0     | Austria | Stadion Letenský, Praga                                        |                                                                |
|                     |                | Reporte |         | Asistencia: 35 000 espectadores Árbitro(s): Rinaldo Barlassina | Asistencia: 35 000 espectadores Árbitro(s): Rinaldo Barlassina |

| 14 de abril de 1935 | Suiza                      | 6:2     | Hungría | Letzigrund, Zúrich                                              |                                                                 |
|                     | Abegglen · Jäck · Kielholz | Reporte | Cseh    | Asistencia: 30 000 espectadores Árbitro(s): Walter J. Lewington | Asistencia: 30 000 espectadores Árbitro(s): Walter J. Lewington |

| 22 de septiembre de 1935 | Hungría    | 1:0 (0:0) | Checoslovaquia | Üllői úti Stadion, Budapest                               |                                                           |
|                          | Markos 55' | Reporte   |                | Asistencia: 22 000 espectadores Árbitro(s): John Langenus | Asistencia: 22 000 espectadores Árbitro(s): John Langenus |

| 6 de octubre de 1935 | Austria          | 4:4     | Hungría               | Praterstadion, Viena                                       |                                                            |
|                      | Bican · Hoffmann | Reporte | Vincze (pen.) · Toldi | Asistencia: 40 000 espectadores Árbitro(s): Karl Wunderlin | Asistencia: 40 000 espectadores Árbitro(s): Karl Wunderlin |

| 28 de octubre de 1935 | Checoslovaquia | 2:1 (0:0) | Italia    | Stadion Strahov, Praga                                     |                                                            |
|                       | Horák 52' 80'  | Reporte   | Pitto 75' | Asistencia: 12 000 espectadores Árbitro(s): Pedro Escartín | Asistencia: 12 000 espectadores Árbitro(s): Pedro Escartín |

| 24 de noviembre de 1935 | Italia                     | 2:2 (0:1) | Hungría        | Arena Civica, Milán                                       |                                                           |
|                         | Colaussi 69' · Ferrari 70' | Reporte   | Sárosi 43' 79' | Asistencia: 45 000 espectadores Árbitro(s): Hans Wuthrich | Asistencia: 45 000 espectadores Árbitro(s): Hans Wuthrich |

## Clasificación Final
| Pos. | Equipo         | Pts. | PJ | PG | PE | PP | GF | GC | Dif. |
| ---- | -------------- | ---- | -- | -- | -- | -- | -- | -- | ---- |
| 1.º  | Italia         | 11   | 8  | 5  | 1  | 2  | 18 | 10 | 8    |
| 2.º  | Austria        | 9    | 8  | 3  | 3  | 2  | 17 | 15 | 2    |
| 3.º  | Hungría        | 9    | 8  | 3  | 3  | 2  | 17 | 16 | 1    |
| 4.º  | Checoslovaquia | 8    | 8  | 2  | 4  | 2  | 11 | 11 | 0    |
| 5.º  | Suiza          | 3    | 8  | 1  | 1  | 6  | 13 | 24 | −11  |

|  | Campeón |

| Copa Internacional 1935 Campeón |
| ------------------------------- |
| Italia 2º Título                |